# Csasztuska

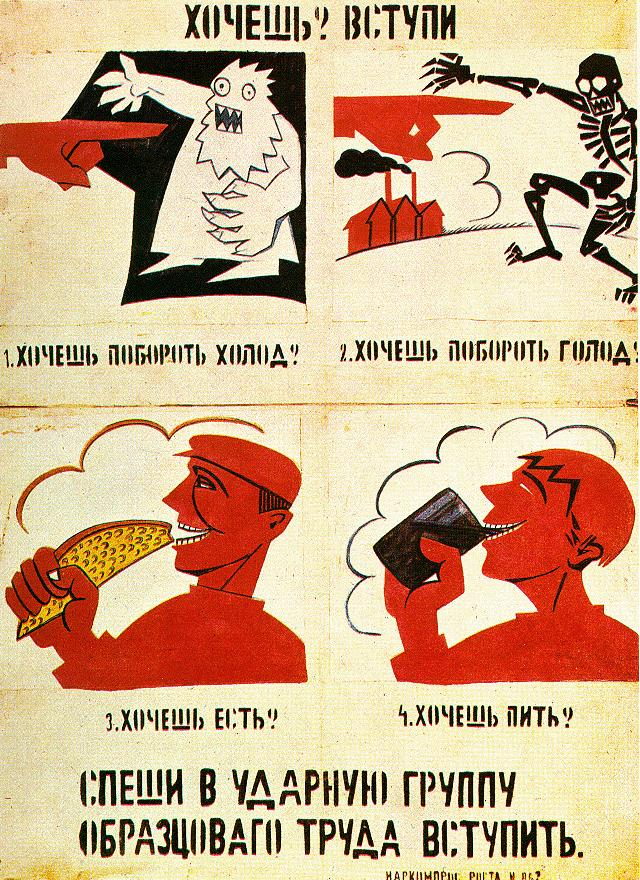
Majakovszkij: ROSZTA-ablak

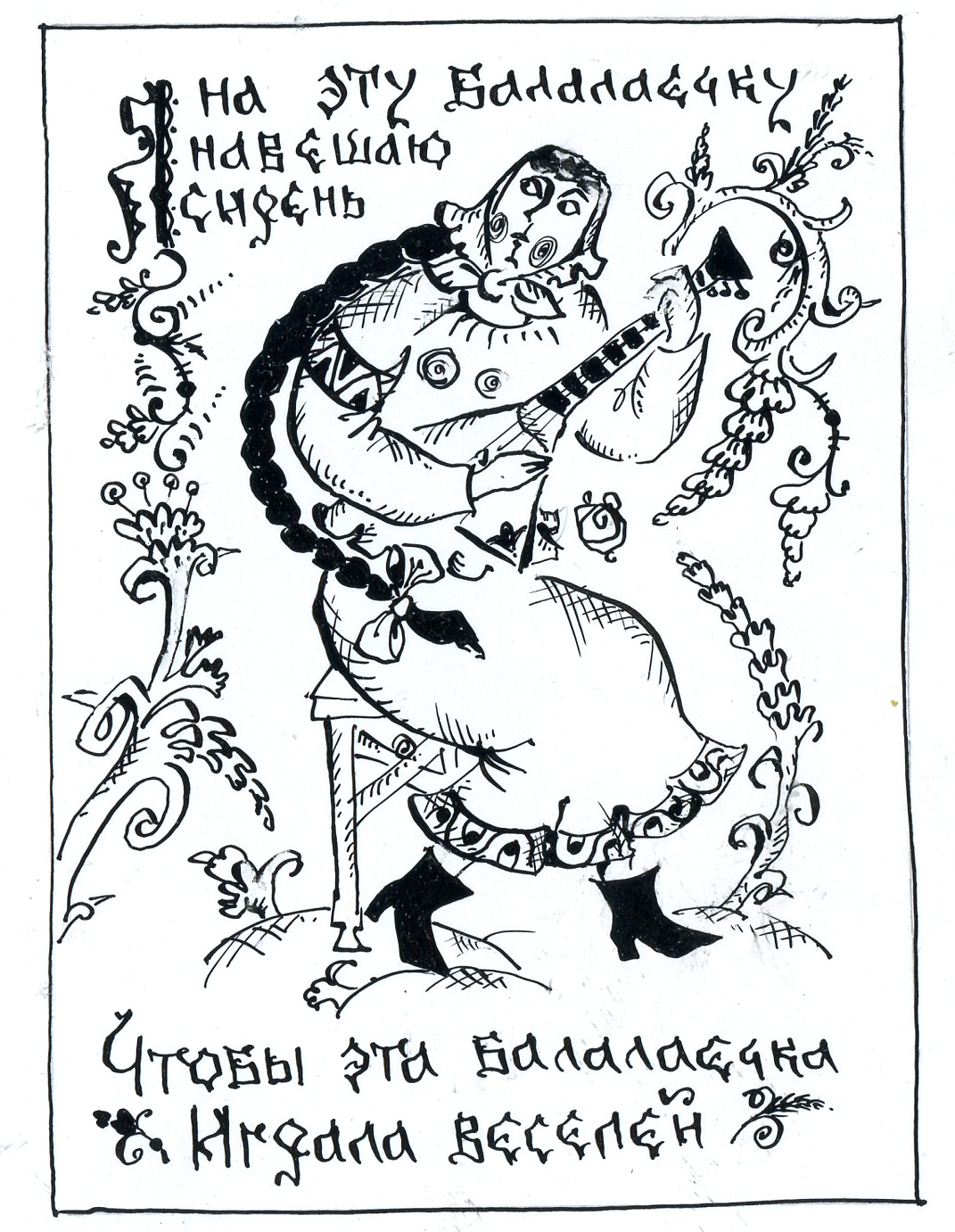

A csasztuska (oroszul: частушка) orosz népköltészeti műfaj; tréfás-gunyoros hangvételű rövid lírai dal, lírai életkép, később alkalmi agitációs célú rigmus, bökvers; ismert, egyszerű dallamra énekelt alkalmi versike. Lényegében megfelel az angolszász limerick fogalmának.
Csasztuskákat írt Majakovszkij is a saját maga által rajzokkal illusztrált agitációs plakátjaihoz, a ROSZTA-ablakokhoz.
Külön kategória a nyomtatásban – gyakran a törvényt megkerülve – terjedő humoros-trágár tartalmú és nyelvezetű csasztuska. Ez általában politikai töltetű, rendszerellenes versike. A szocialista országokban kézről kézre terjedő szamizdat-kiadványaiban gyakoriak voltak az ilyenek. Ugyanakkor maga a szocialista rezsim is gyakran alkotott csasztuskákat "népnevelő" céllal, amelyek rendszerint vicclapokban (mint a szovjetunióbeli Krokogyil) jelentek meg.
Hasonló műfajt a magyar folklór is ismer. Egy nagyjából szalonképes példa:
  „Már ezután gatya nélkül járok!

  Lóg a tököm, nevetnek a lányok,

  Barna kislány gondolja magába,

  Jobb vóna ha bennem kalimpálna!”

## Szerkezete
A név onnan származik, hogy eredetileg négysoros (четверостишие) versike volt, ölelkező rímeléssel (kettő a négyből).